# محوطه توی دو
محوطه توی دو مربوط به اواخر کلکولیتیک مس‌سنگی تا دوره اشکانی است و در شهرستان اسفراین، بخش مرکزی، دهستان دامنکوه، ۷۰۰ متری جنوب روستای توی واقع شده است. این اثر در تاریخ ۸ بهمن ۱۳۸۵ با شمارهٔ ثبت ۱۶۹۷۴ به عنوان یکی از آثار ملی ایران به ثبت رسیده است.